# Starostwo Powiatowe w Lwówku Śląskim
Starostwo Powiatowe w Lwówku Śląskim – budynek starostwa zlokalizowany jest przy ul. Szpitalnej 4 w Lwówku Śląskim (dawniej Kościelna 21). Do 2016 roku starostwo powiatowe znajdowało się w budynku Pałacu Hohenzollernów w Lwówku Śląskim pod adresem al. Wojska Polskiego 25C. Obecny budynek starostwa przy Szpitalnej, mieszczący władze powiatu lwóweckiego, zbudowano w 1786 roku wg projektu H. M. Pohlmanna z przeznaczeniem na koszary wojskowe. W 1882 miasto odkupiło budynek i przekształciło w szpital. Przed II wojną światową i przez prawie dwie dekady po II wojnie światowej budynek dawnych koszar służył jako szpital miejski. Na przełomie XX i XXI wieku w budynku funkcjonowała Rejonowa Stacja Krwiodawstwa i Caritas. W budynku starostwa, oprócz władz powiatu, zlokalizowano także Powiatowe Centrum Pomocy Rodzinie.
Budynek starostwa w przeciwieństwie do większości budynków użyteczności publicznej w mieście wykonano z cegły zamiast lokalnego piaskowca. Na dachu obiektu wyróżniają się lukarny powiekowe, a frontowa elewacja zawiera elementy klasycystyczne (boniowanie pasowe w tynku, panoplia ze zdartymi z jej szczytu orłami Królestwa Prus zastąpionymi polskimi z czasów PRL). Okna budynku posiadają elementy dekoracyjne: opaski okienne i nadokienniki.

## Wydziały
W Starostwie Powiatowym w Lwówku Śląskim znajduje się 10 wydziałów:
- Wydział Architektury i Budownictwa (AB),
- Wydział Geodezji, Kartografii i Katastru (GK),
- Wydział Komunikacji i Dróg Powiatowych (KD),
- Wydział Rozwoju, Integracji Europejskiej i Promocji (PI),
- Wydział Ochrony Środowiska i Gospodarki Nieruchomościami (GŚ),
- Wydział Organizacyjno - Prawny (OR),
- Wydział Infrastruktury Społecznej (IS),
- Wydział Budżetu Finansów (FN),
- Powiatowy Zespół ds. Orzekania o Niepełnosprawności (PZ),
- Powiatowe Centrum Zarządzania Kryzysowego (PCZK).

## Struktura
Struktura starostwa powiatowego w Lwówku Śląskim: